# Đoàn Kết, Sơn La
Đoàn Kết là một xã thuộc thị xã Mộc Châu, tỉnh Sơn La, Việt Nam.

## Địa lý
Xã Đoàn Kết có vị trí địa lý:
- Phía đông giáp huyện Vân Hồ
- Phía tây giáp xã Tân Yên
- Phía nam giáp xã Chiềng Chung
- Phía bắc giáp huyện Phù Yên.

Xã Đoàn Kết có diện tích 143,01 km², dân số năm 2023 là 12.902 người, mật độ dân số đạt 90 người/km².

## Hành chính
Xã Đoàn Kết được chia thành 26 bản, tiểu khu: 3, Bến Trai, Bó Hoy, Chiềng Khòng, Đoàn Kết, Đồng Giăng, Kè Tèo, Nà Giàng, Nà Giàng 2, Nà Mường, Nà Quền, Sằm Nằm, Suối Cáu, Suối Giăng 1, Suối Giăng 2, Suối Khua, Sỳ Lỳ, Tân Ca, Thống Nhất.

## Lịch sử
Ngày 14 tháng 11 năm 2024, Ủy ban Thường vụ Quốc hội ban hành Nghị quyết số 1280/NQ-UBTVQH15 về việc sắp xếp đơn vị hành chính cấp huyện, cấp xã của tỉnh Sơn La giai đoạn 2023 – 2025 (nghị quyết có hiệu lực từ ngày 1 tháng 2 năm 2025). Theo đó, thành lập xã Đoàn Kết thuộc thị xã Mộc Châu trên cơ sở toàn bộ 73,22 km² diện tích tự nhiên, quy mô dân số là 4.275 người của xã Quy Hướng; toàn bộ 42,30 km² diện tích tự nhiên, quy mô dân số là 4.748 người của xã Nà Mường và toàn bộ 27,49 km² diện tích tự nhiên, quy mô dân số là 3.879 người của xã Tà Lại.
Xã Đoàn Kết có 143,01 km² diện tích tự nhiên và quy mô dân số là 12.902 người.